# エドワード・グラハム (第2代プレストン子爵)
第2代プレストン子爵エドワード・グラハム（英語: Edward Graham, 2nd Viscount Preston、1678年頃 – 1710年）は、スコットランド貴族。

## 生涯
初代プレストン子爵リチャード・グラハムとアン・ハワード（Anne Howard、初代カーライル伯爵チャールズ・ハワードの娘）の息子として、1678年頃に生まれた。1693年11月24日にオックスフォード大学ユニヴァーシティー・カレッジに入学した。1695年末に父が死去すると、プレストン子爵の爵位を継承した。財産が没収されていたが、1696年にそれを取り戻した。
1703年1月5日、メアリー・ドルトン（Mary Dalton、1757年9月1日以降没、サー・マーマデューク・ドルトンの娘）と結婚、下記の子女を儲けた。
- アン（1703年10月1日（洗礼日） – 1706年5月15日（埋葬日））
- チャールズ（1706年 – 1739年） - 第3代プレストン子爵、子供なし

1710年3月6日に死去、息子チャールズが爵位を継承した。